# LET L-23 Super Blaník
Le LET L-23 Super Blaník est un planeur tchécoslovaque biplace à structure métallique et doté de surfaces de contrôle recouvertes de tissu. Conçu par Let Kunovice (LET), il est essentiellement utilisé pour l'entraînement.

## Conception et développement

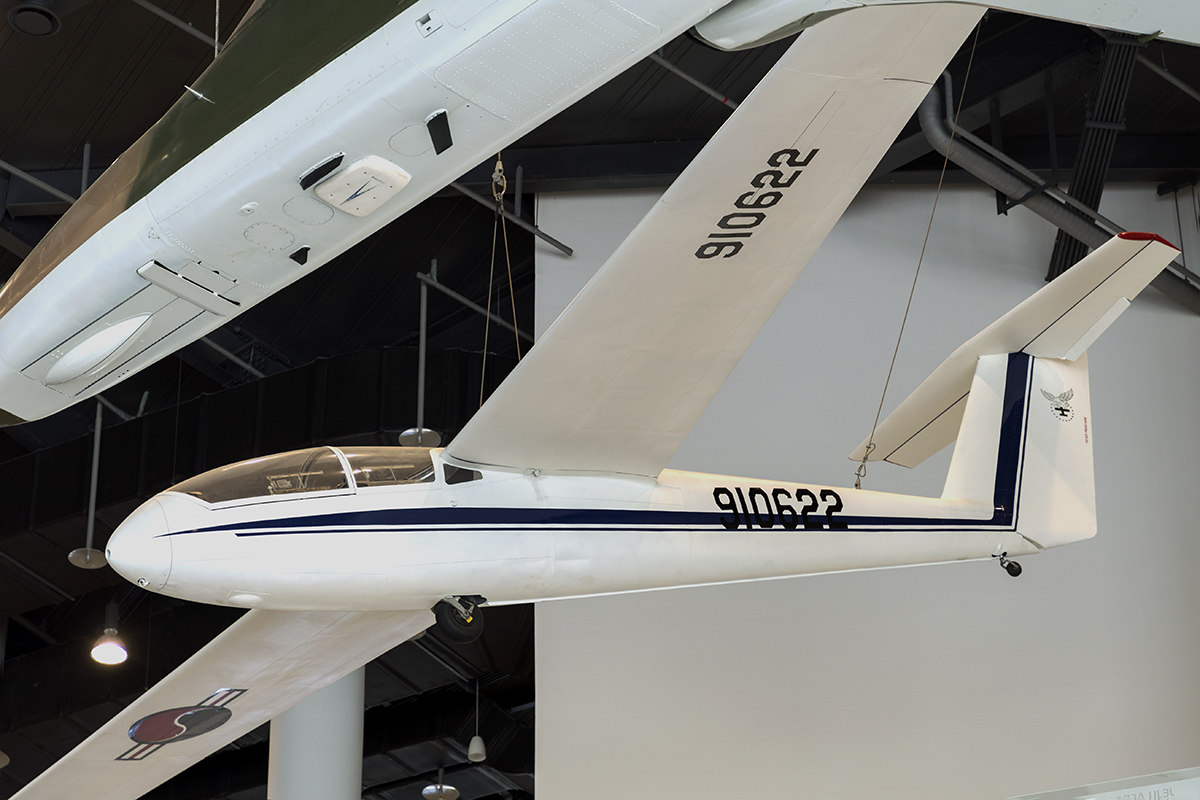
Planeur biplace tchécoslovaque Super Blanik exposé au musée aérospatial de Jeju, Corée du Sud.

Le Super Blaník est une version améliorée du LET L-13 Blaník original. Le cockpit est un peu plus spacieux dans le L-23, tandis que la dérive est « en T » et possède un angle de flèche. Sur le L-23, les volets ont été supprimés pour gagner du poids, car ils n'étaient que rarement utilisés sur le L-13. Les aérofreins ont toutefois été conservés, et se déploient à la fois sur l'intrados et l'extrados des ailes. LET a également déplacé le plan de profondeur vers le sommet de la dérive pour une meilleure protection en cas de sortie de piste. L'appareil a également été doté d'un nouveau set d'instruments.
L'appareil dispose d'une verrière en deux parties, la partie avant s'ouvrant vers la droite, et la partie arrière s'ouvrant vers l'arrière et vers le haut. Cette solution technique a été retenue pour améliorer la vision par rapport au L-13. À partir de l'exemplaire portant le numéro de série 968401, l'appareil a été livré avec une verrière en une seule pièce, s'ouvrant uniquement vers la droite, avec une très petite section de verrière s'ouvrant vers l'arrière au niveau de l'emplanture des ailes. L'appareil peut embarquer deux occupants. S'il doit être piloté « en solo », le pilote doit s'installer dans le siège avant et son poids — incluant le parachute et le ballast — doit être d'au-moins 70 kg. Si ce poids n'est pas atteint, il faut rajouter du ballast pour ramener le poids sur l'avant de l'appareil à au-moins 70 kg. Un coussin lesté d'une masse de 15 kg est disponible pour remplacer le modèle souple d'origine dans la partie basse du siège avant. Il se peut que du ballast supplémentaire soit nécessaire pour atteindre les 70 kg minimum nécessaires sur l'avant de l'appareil.
Blanik Aircraft CZ s.r.o. prévoit une nouvelle version du L-23, le « L23NG » (« NG » pour New Generation), disposant de Winglets, d'un fuselage amélioré et d'une verrière unique, proposant des performances légèrement à la hausse (Finesse de 31).

## Utilisateur
- États-Unis : L'auxiliaire Civil Air Patrol de l'US Air Force utilise le L-23 comme appareil d'entraînement pour ses cadets.

## Caractéristiques
Données de Jane's All The World's Aircraft 1988–89,Sail Plane Directory
Caractéristiques générales
- Équipage : 2 membres : 1 pilote-instructeur + 1 élève-pilote
- Longueur : 8,5 m
- Envergure : 16,2 m
- Hauteur : 1,9 m
- Surface alaire : 19,15 m2
- Profil : 
• Emplanture : NACA 632A-615
• Extrémité : NACA 632A-612
- Masse à vide : 310 kg
- Masse maximale au décollage : 510 kg

 Performances 
- Vitesse à ne jamais dépasser : 
• 256 km/h à MTOW en conditions calmes
• 160 km/h à MTOW en conditions sévères
• 130 km/h à MTOW en configuration « pleins volets »
- Vitesse de remorquage maximale : 150 km/h
- Vitesse de lancement maximale (au treuillage) : 120 km/h
- Facteur de charge : +5,3 g/-1,5 g à MTOW
- Finesse maximale : 28 à 90 km/h à MTOW
- Taux de descente : 0,82 m/s à 80 km/h à MTOW
- Vitesse maximale : 116 km/h
- Vitesse de décrochage : 56 km/h  à MTOW
- Charge alaire : 26,63 kg/m2